# Prisa
Prisa Discount var en dansk discountkæde, der blev etableret af Løvbjerg i 1982.
I 1987/1988 bestod kæden af 22 butikker med en samlet omsætning på 305 millioner kroner.
Kæden forsvandt fra danmarkskortet, da Løvbjerg i et joint venture med norske Reitangruppen bragte Rema 1000-kæden til Danmark. I alt 43 Løvbjerg- og Prisa-butikker blev i løbet af 1994 og 1995 konverteret til Rema 1000-butikker. 